# 弗莱彻号驱逐舰 (DD-445)

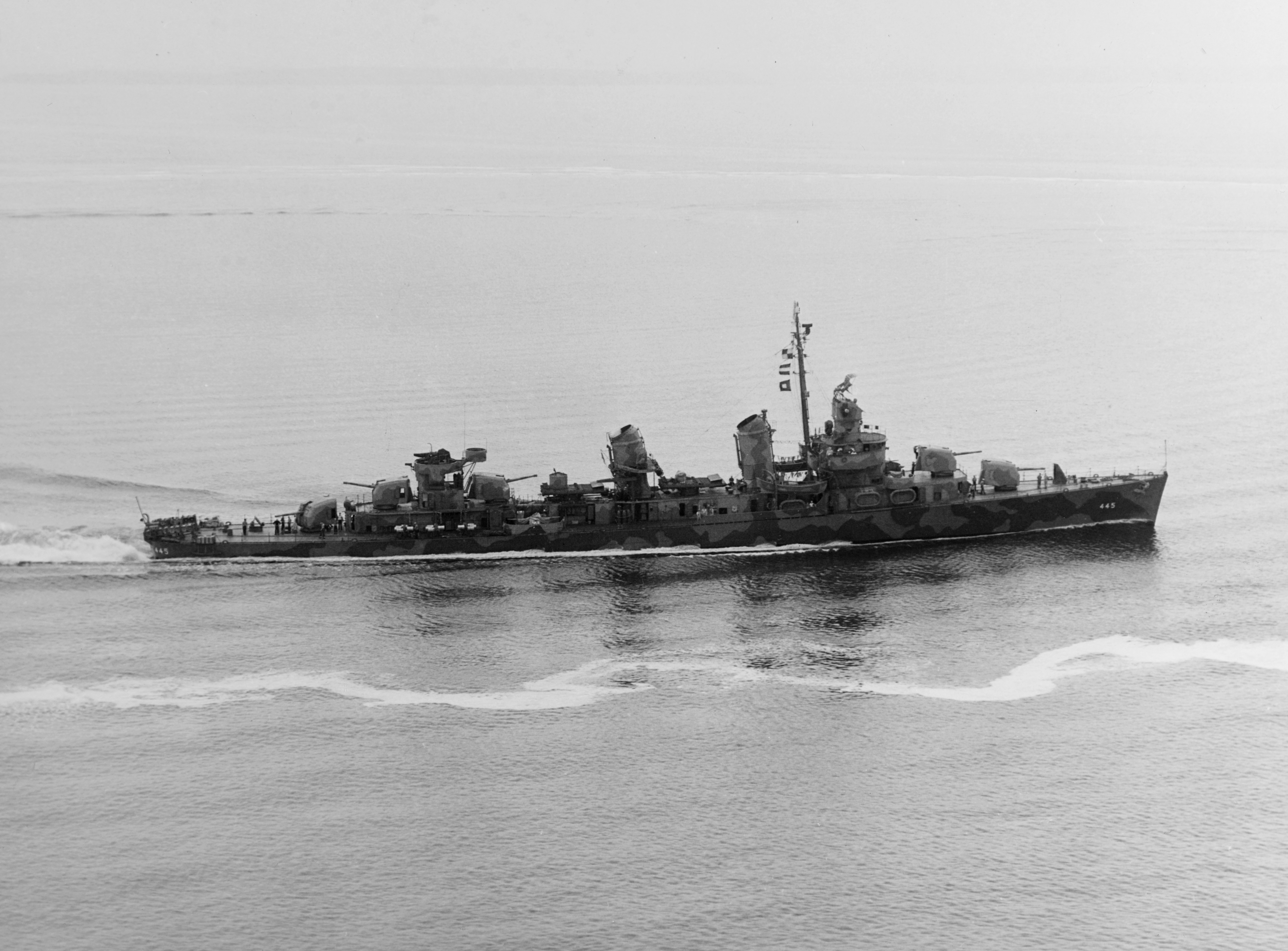
弗莱彻号驱逐舰的图片

弗莱彻号驱逐舰（USS Fletcher DD-445），是美國的一艘驱逐舰，以上将法兰克·弗莱德·弗莱彻命名，作为弗莱彻级驱逐舰的一號艦服役于二战的太平洋战场。服役期间她共獲得了15颗战星，共有10颗在二战中获得，5颗在朝鲜战争中获得。
弗莱彻号驱逐舰由弗莱彻上将的遗孀弗莱彻夫人赞助，并在1941年10月2日于新泽西州卡尔尼联邦造船厂起造，于1942年5月3日下水，1942年6月30日正式服役，由海军少校威廉·M·科勒担任指挥官。